# Новозолотівська
Новозолотівська - станиця у Семикаракорському районі Ростовської області .

## Географія
Станиця розташована на березі озера Підпільного, знаходиться за 8 кілометрів від Семикаракорська.

### Вулиці
| - вул. Будьонного, - вул. Дачна, - вул. Донська, - вул. Леніна, | - вул. Малиновського, - вул. Молодіжна, - вул. Жовтнева, - вул. Першотравнева, | - вул. Річкова, - вул. Радянська, - вул. Чкалова, - вул. Енергетиків, | - пров. Братерський, - пров. Мирний, - пров. Північний, - пров. Шкільний. |

## Історія
За архівними даними 1746 року в станиці Золотівської вважалося 86 дворів, в яких проживали 619 чоловік обох статей. Тут діяла невелика церква Архістратига Михаїла, яка була перебудована у велику та проіснувала до 1918 року. За даними на 1782 при Михайлівському храмі вважалося 74 парафіяльних двори, до 1800 число дворів збільшилося до 115 и в них проживало 675 чоловік обох статей. У 1822 році в станиці Золотівській проживала 1091 людина, були 194 приватних та 1 громадська будівля, діяли дерев'яна церква, 6 водяних та 1 вітряний млин. 
В 1817 Михайлівський храм занепав, і мешканці станиці побудували нову дерев'яну церкву в ім'я Архістратига Михайла, яка згоріла в 1884 році. В 1894 Михайлівська дерев'яна на кам'яному фундаменті церква з дзвіницею наново була відбудована і в цьому ж році освячена. За даними ЦДІА СРСР, у станиці в 1888 році була відкрита ще одна церква - Вознесенська , першим священиком якої був Кожин Павло Васильович  .
У 1905 році станиця Золотівська була перенесена в хутір Красноярський з колишньою назвою (станиця Золотівська), в якій вважалося близько двох тисяч населення. На колишньому місці залишився хутір Золотівський. До Жовтневої революції станиця входила в 1-й Донський округ Області Війська Донського . Після закінчення Громадянської війни станиця стала селом Золотівським - центром сільради у складі Семикаракорського району Донського округу Північно-Кавказького краю . Тут вважалося 336 будинків, 1502 мешканці, школа 1-й ступени, 2 бібліотеки, 2 млини та 2 дрібних промислових підприємства. 
Станом на 1 липня 1950 року населений пункт був позначений як станиця Ново-Золотівська, центр однойменної сільради у складі Семикаракорського району.